# 大野町 (横浜市)
大野町（おおのちょう）は、神奈川県横浜市神奈川区の町名。丁目のない単独町名である。住居表示未実施区域。

## 地理
神奈川区の南部に位置し、東と北は栄町、西は金港町と接している。

## 歴史

### 町名の由来
埋立者の姓から。

### 沿革
- 1905年（明治38年）1月17日 - 埋め立てにより大野町が新設。また、同時に青木町から一部を編入。横浜市大野町となる[6]。
- 1919年（大正8年）7月8日 - 埋め立てにより編入[7]。
- 1927年（昭和2年）10月1日 - 区制の施行により、神奈川区が設置される。横浜市神奈川区大野町となる[8]。
- 1963年（昭和38年）5月7日 - 埋め立てにより編入[9]。
- 1978年（昭和53年）2月5日 - 土地区画整理事業に伴い、大野町の一部を金港町へ編入。また、栄町との境界を調整[10]。
- 1993年（平成3年）7月5日 - 町名町界変更に伴い、大野町の一部を金港町と栄町に編入[11]。

## 世帯数と人口
2025年（令和7年）6月30日現在（横浜市発表）の世帯数と人口は以下の通りである。
| 町丁   | 世帯数  | 人口  |
| ------ | ------- | ----- |
| 大野町 | 442世帯 | 991人 |

### 人口の変遷
国勢調査による人口の推移。
| 年                 | 人口  |
| ------------------ | ----- |
| 1995年（平成7年）  | 315   |
| 2000年（平成12年） | 616   |
| 2005年（平成17年） | 581   |
| 2010年（平成22年） | 1,005 |
| 2015年（平成27年） | 1,110 |
| 2020年（令和2年）  | 1,098 |

### 世帯数の変遷
国勢調査による世帯数の推移。
| 年                 | 世帯数 |
| ------------------ | ------ |
| 1995年（平成7年）  | 141    |
| 2000年（平成12年） | 258    |
| 2005年（平成17年） | 269    |
| 2010年（平成22年） | 453    |
| 2015年（平成27年） | 492    |
| 2020年（令和2年）  | 489    |

## 学区
市立小・中学校に通う場合、学区は以下の通りとなる（2024年11月時点）。
| 番・番地等 | 小学校               | 中学校               |
| ---------- | -------------------- | -------------------- |
| 全域       | 横浜市立幸ケ谷小学校 | 横浜市立栗田谷中学校 |

## 事業所
2021年（令和3年）現在の経済センサス調査による事業所数と従業員数は以下の通りである。
| 町丁   | 事業所数 | 従業員数 |
| ------ | -------- | -------- |
| 大野町 | 24事業所 | 411人    |

### 事業者数の変遷
経済センサスによる事業所数の推移。
| 年                 | 事業者数 |
| ------------------ | -------- |
| 2016年（平成28年） | 20       |
| 2021年（令和3年）  | 24       |

### 従業員数の変遷
経済センサスによる従業員数の推移。
| 年                 | 従業員数 |
| ------------------ | -------- |
| 2016年（平成28年） | 413      |
| 2021年（令和3年）  | 411      |

## 施設
- ポートサイド公園
- 神奈川警察署 ポートサイド交番
- ホライゾンジャパンインターナショナルスクール

## その他

### 日本郵便
- 郵便番号 : 221-0055[3]（集配局：神奈川郵便局[21]）

### 警察
町内の警察の管轄区域は以下の通りである。
| 番・番地等 | 警察署       | 交番・駐在所     |
| ---------- | ------------ | ---------------- |
| 全域       | 神奈川警察署 | ポートサイド交番 |